# 酷寒殺手
是一部2019年美國和英國合拍的黑色喜劇動作片，由漢斯·彼得·穆蘭執導，法蘭克·鮑德溫（Frank Baldwin）撰寫劇本，為2014年挪威電影《該死的順序》的英語翻拍版，同樣由穆蘭執導。其主演包括連恩·尼遜、湯姆·巴特曼、湯姆·傑克森、艾美·羅森、茱莉亞·瓊斯和蘿拉·鄧恩。故事主要描述一名掃雪機司機開始報復殺害他兒子的歹徒。
連恩·尼遜曾一度聲稱本片為他的最後一部動作電影。此言論並未兌現。該片由頂峰娛樂定於2019年2月8日在美國上映。

## 劇情
在科州，距離丹佛三個小時車程的滑雪小镇基欧（Kehoe）住着掃雪機司機尼爾·考斯曼一家，尼爾非常勤勉認真地為鎮上剷雪，是鎮上每年的好人好事代表，孰料「殺人放火金腰帶，修橋鋪路無屍骸」，不幸的一天到來，他的兒子凯尔被發現吸毒過量死亡。
尼爾無法接受這樣的打擊，決定飲彈自殺，卻從兒子同事口中得知，兒子是被丹佛城裏维京·卡寇特领导的販毒集團殺害，尼爾決定復仇，先後杀了维京的三个手下，毆打並勒死了「速比多」、利用鋸短的步槍轟爆了「靈簿」、在峽谷內殺了運毒的「聖誕老人」，然後再一一棄屍於峽谷內的冰川，「聖誕老人」手上十公斤的白粉也被尼爾倒入雪地。
维京發現成員都遭到殺害，且大批貨物遺失，以为是当地另一位印地安人毒枭“白牛”做的。白牛是基歐的原住民酋長，三十年前维京的父亲跟白牛合夥販毒，但爆發械鬥，最終兩方和談，把基欧鎮生意让给白牛，没料到基欧後来成为了滑雪胜地，毒品需求量大增，令维京眼红，维京一直想把基歐鎮這塊地盤抢回来，但也不敢行動，孰料白牛居然先動手，於是，维京刺殺了白牛的独子西蒙後公開曝屍，並在尸体上挂上三十年前兩方和議的信物，要震懾白牛。
与此同时，尼爾拜访他的兄弟布洛克·考斯曼，討論如何殺了维京，以報仇雪恨。布洛克綽號僚機，曾混跡江湖，曾为维京的父親工作，是维京家的老臣，僚機说，杀死维京需要一名外號“爱斯基摩”，簡稱「愛斯」的黑人。愛斯同意以9万美元的价格杀死维京，並強索了6萬元的訂金，但爱斯非常奸險，非但沒去行刺，還把這個情資賣給維京，要價9万美元。维京將錢匯到爱斯的開曼群島帳戶之後，問出幕後黑手是“考斯曼”，就杀了愛斯，還罵「愛斯」毫無職業道德。
维京萬萬沒想到“考斯曼”是基歐鎮上的好人好事代表，還以為指的是僚機，于是找上了僚機。僚機不願意招出兄弟尼爾，因為维京的父親性好色，於是僚機說自己年輕時的女友曾經被维京的父親橫刀奪愛，積恨已久的情況下，殺了幾個维京的手下，搶走了毒品，還想找人殺死维京。僚機也說自己不怕死，因為已患有大腸癌末期。僚機為此遭殺害，犧牲了性命。
白牛原本遵守承诺，与维京各行各路，互不干涉。但见到独子被杀和信物被送回，便知黑幫战争开始了，维京的手下第谷時常展現小聰明，消遣維京，维京突然殺了第谷，並给白牛送上了第谷的首級，說當初兩邊的誤會都是第谷釀成的，故殺了第谷以向白牛謝罪。但是第谷的同性愛人，另一名維京的嘍囉穆斯唐叛变，告知白牛，第谷只是一隻代罪羔羊。
维京與前妻阿雅育有獨生子雷恩，萬般寵愛，一直與阿雅在爭奪監護權，白牛要杀了维京的儿子雷恩，為愛子复仇。此時尼爾查到了雷恩就讀的学校，便假扮成维京的手下，到小學中綁架了雷恩，卻恰好趕在也想來綁架的白牛團隊之先，反而救了雷恩一命。由於尼爾的和藹親切，身為肉票的雷恩對尼爾產生了斯德哥爾摩症候群，警員吉普跟女警阿金路上遇見了他們，雷恩也沒有揭露自己是被綁架的肉票。
维京想找到兒子的下落，四處打探消息。學校的警衛曾受過尼爾的幫助，認出了尼爾的車，居然背信棄義地去向維京指認了尼爾，還要索取一萬美元。維京沒有付錢，將警衛也殺死。
白牛和维京都跟踪到尼爾的鏟雪公司，最終双方開槍激战，手下們都战死後，白牛才衝出來殺了維京，並威脅尼爾載他離開。路上，沒有參加這場戰役的白牛團隊最後一名手下，駕駛著滑翔翼颯爽登場，卻不幸飛入掃雪車內被絞死。

## 演員
- 連恩·尼遜飾演尼爾森·「尼爾」·考斯曼（Nelson "Nels" Coxman）
- 湯姆·巴特曼飾演崔佛·「維京」·卡寇特（Trevor "Viking" Calcote）
- 艾美·羅森飾演金柏莉·「金」·達許（Kimberly "Kim" Dash）
- 茱莉亞·瓊斯（英语：Julia Jones）飾演阿雅（Aya）
- 本·霍靈斯沃斯飾演第谷·哈梅爾（Tycho Hammel）
- 多門尼克·隆巴多西飾演穆斯唐（Mustang）
- 蘿拉·鄧恩飾演葛蕾絲·考斯曼（Grace Coxman）
- 約翰·多曼（英语：John Doman）飾演約翰·「吉普」·基普斯基（John "Gip" Gipsky）
- 威廉·佛塞飾演布洛克·「僚機」·考克曼（Brock "Wingman" Coxman）
- 湯姆·傑克森（英语：Tom Jackson (actor)）飾演白牛（White Bull）
- 麥可·艾克隆（英语：Michael Eklund）飾演史提夫·「速比多」·米利爾（Steve "Speedo" Milliner）
- 麥可·尼遜（英语：Micheál Richardson）飾演凱爾·考斯曼（Kyle Coxman）
- 阿諾·平諾克（英语：Arnold Pinnock）飾演雷頓·「愛斯基摩人」·迪茲（Leighton "The Eskimo" Deeds）
- 尼古拉斯·霍姆斯（Nicholas Holmes）飾演雷恩·卡寇特（Ryan Calcote）

## 發行
2017年11月，頂峰娛樂收購了該片在美國的發行權。在美國，《酷寒殺手》定於2019年2月8日上映，並於2019年2月22日在英國上映。

## 反響

### 評價
爛番茄根據143篇評論而持有71%的新鮮度，平均得分6.3／10。該片在Metacritic上得分58，代表「普遍正面的評價」。

## 外部連結
- 互联网电影数据库（IMDb）上《酷寒殺手》的资料（英文）